# June Thomson
Pour les articles homonymes, voir Thomson.
Œuvres principales
- Série Inspecteur Finch (1971-2006)

June Thomson, née le 24 juin 1930 à Rettendon, Essex, est une autrice britannique de romans policiers.  Elle est surtout connue pour la série des enquêtes de l'inspecteur Finch.

## Biographie
Elle fait ses études supérieures à l'Université de Londres où elle obtient un diplôme en anglais en 1952.  Elle enseigne ensuite la littérature dans plusieurs collèges londoniens et dans le Hertfordshire avant de devenir maîtresse de conférences à Watford de 1973 à 1977.
En 1971, elle publie aux États-Unis d'abord, puis en Angleterre l'année suivante, son premier roman policier, Pas l'un de nous, où apparaissent ses héros récurrents l'inspecteur en chef Jack Finch (baptisé Rudd dans les éditions américaine) et son adjoint le sergent Tom Boyce.  Souvent situés dans la campagne anglaise, les whodunits classiques de la série Finch/Boyce valent surtout par la qualité du personnage de Finch, un homme d'origine rurale, ordinaire et introverti, mais fin observateur de la nature humaine et faisant preuve d'une intuition plutôt féminine et d'un sens aigu de la psychologie criminelle.
À partir de 1990, June Thomson redonne vie au personnage de Sherlock Holmes, créé par Arthur Conan Doyle.  En 1995, sous le titre Watson et Holmes, elle consacre d'ailleurs une biographie fictive et fort érudite au limier de Baker Street et à son acolyte.

## Œuvre

### Romans

#### SérieInspecteur Finch/Sergent Boyce
- Not One of Us (1971) Publié en français sous le titre Pas l'un de nous, Paris, Librairie des Champs-Elysées, Le Masque no 1605, 1980 ; réédition, Paris, Librairie des Champs-Elysées, Le Club des Masques no 577, 1986
- Death Cap (1973) Publié en français sous le titre Champignons vénéneux, Paris, Librairie des Champs-Elysées, Le Masque no 1573, 1979 ; réédition, Paris, Librairie des Champs-Elysées, Le Club des Masques no 532, 1984 ; réédition, Paris, LGF, Le Livre de poche no 6252, 1986
- The Long Revenge (1974) Publié en français sous le titre L'Ombre du traître, Paris, Librairie des Champs-Elysées, Le Masque no 1781, 1985
- Case Closed (1977) Publié en français sous le titre La Mariette est de sortie, Paris, Librairie des Champs-Elysées, Le Masque no 1534, 1978 ; réédition, Paris, Librairie des Champs-Elysées, Le Club des Masques no 521, 1984 ; réédition, Paris, LGF, Le Livre de poche no 6419, 1987
- A Question of Identity (1977) Publié en français sous le titre Le Crime de Hollowfield, Paris, Librairie des Champs-Elysées, Le Masque no 1594, 1980 ; réédition, Paris, LGF, Le Livre de poche no 6213, 1986
- Deadly Relations ou The Habit of Loving (1979) Publié en français sous le titre Péché mortel, Paris, Librairie des Champs-Elysées, Le Masque no 1742, 1984
- Alibi in Time (1980) Publié en français sous le titre L'inspecteur Finch bat la campagne, Paris, Librairie des Champs-Elysées, Le Masque no 1721, 1983
- Shadow of a Doubt (1981) Publié en français sous le titre Claire... et ses ombres, Paris, Librairie des Champs-Elysées, Le Masque no 1720, 1983 ; réédition, Paris, LGF, Le Livre de poche no 6377, 1987
- To Make a Killing ou Portrait of Lilith (1982) Publié en français sous le titre L'Inconnue sans visage, Paris, Librairie des Champs-Elysées, Le Masque no 1769, 1985
- Sound Evidence (1984) Publié en français sous le titre Finch se jette à l'eau, Paris, Librairie des Champs-Elysées, Le Masque no 1857, 1986
- A Dying Fall (1985) Publié en français sous le titre Plus rude sera la chute, Paris, Librairie des Champs-Elysées, Le Masque no 1886, 1987
- The Dark Stream (1986) Publié en français sous le titre Sous les ponts de Wynford, Paris, Librairie des Champs-Elysées, Le Masque no 1900, 1987
- No Flowers by Request (1987) Publié en français sous le titre Dans la plus stricte intimité, Paris, Librairie des Champs-Elysées, Le Masque no 1948, 1989
- Rosemary for Remembrance (1988) Publié en français sous le titre Bouillon de minuit, Paris, Librairie des Champs-Elysées, Le Masque no 1995, 1990
- The Spoils of Time (1989)
- Past Reckoning (1990)
- Foul Play (1991)
- Burden of Innocence (1996)
- The Unquiet Grave (2000)
- Going Home (2006)

#### SérieSherlock Holmes
- The Secret Files of Sherlock Holmes (1990)
- The Secret Chronicles of Sherlock Holmes (1992)) Publié en français sous le titre Les Carnets secrets de Sherlock Holmes, Paris, Librairie des Champs-Elysées, Le Masque no 2153, 1993
- The Secret Journals of Sherlock Holmes (1993) Publié en français sous le titre Les Dossiers secrets de Sherlock Holmes, Paris, Librairie des Champs-Elysées, Le Masque no 2213, 1995
- Holmes and Watson: A Study in Friendship (1995) Publié en français sous le titre Watson et Holmes, Paris, Librairie des Champs-Elysées, Le Masque no 2292, 1996
- The Secret Documents of Sherlock Holmes (1999)
- The Secret Notebooks of Sherlock Holmes (2004)
- The Secret Archives of Sherlock Holmes (2012)
- Sherlock Holmes and the Lady in Black (2015)

### Nouvelles

#### Recueil de nouvelles
- Flowers for the Dead (1992)

#### Nouvelles isolées
- Crossing Bridge (1978)
- Queen of Cups (1980)
- The Bait (1983)
- Dead Ground (1984) Publié en français sous le titre Vue imprenable, dans Mystères 87. Les Dernières Nouvelles du crime, Paris, LGF, coll. Le Livre de poche no 6365, 1987

## Prix et distinctions
- Prix du roman d'aventures 1983 décerné à Claire... et ses ombres

## Sources
- Jacques Baudou et Jean-Jacques Schleret, Le Vrai Visage du Masque, vol. 1, Paris, Futuropolis, 1984, 476 p. (OCLC 311506692), p. 431-432.
- Anne Martinetti, "Le Masque" : histoire d'une collection, Amiens, Encrage, coll. « Références » (no 3), 1997, 143 p. (ISBN 978-2-906389-82-3), p. 97.
- Claude Mesplède (dir.), Dictionnaire des littératures policières, vol. 2 : J - Z, Nantes, Joseph K, coll. « Temps noir », 2007, 1086 p. (ISBN 978-2-910686-45-1, OCLC 315873361), p. 725-727 et 882.